# 安娜-瑪麗亞·瓦格納

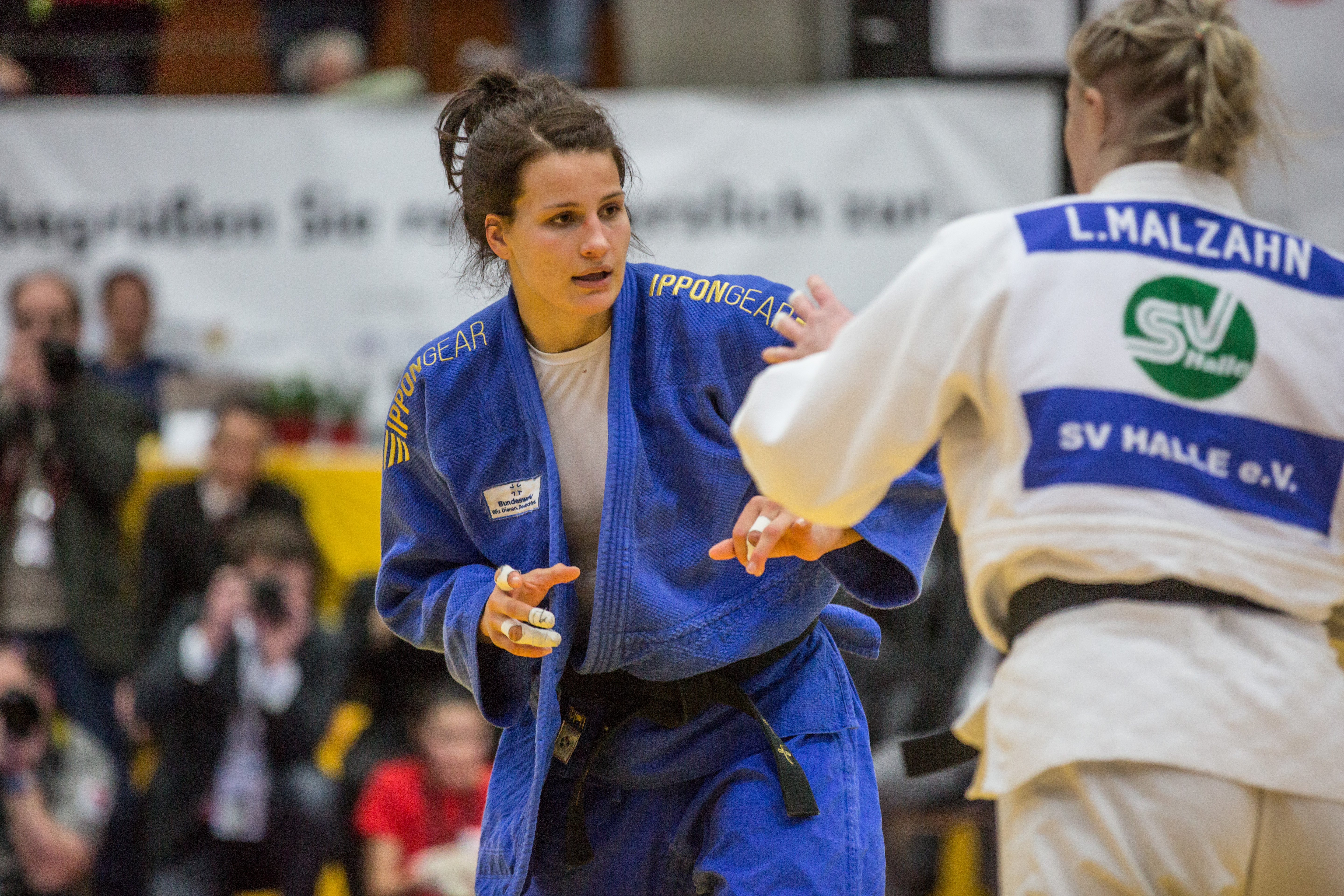
安娜-瑪麗亞·瓦格納, 2019

安娜-瑪麗亞·瓦格納（德語：Anna-Maria Wagner，1996年5月17日—），德國柔道運動員，她代表德國隊參加了日本舉行的2020年夏季奧林匹克運動會，並且在女子78公斤級比賽上獲得銅牌。